# ルス・オズボーン
ルス・オズボーン（Ruth I Osborn、1912年4月24日 - 1994年1月8日）は、アメリカ合衆国の陸上競技選手である。彼女は1932年に開催されたロサンゼルスオリンピックの円盤投で銀メダルを獲得した。

## 経歴
1932年に開催されたAAU主催競技会は、オリンピックへの最終選考会を兼ねていた。オズボーンはその大会で生涯で最高の記録となる40メートル56センチを投げて優勝し、アメリカ代表に選ばれた。
ロサンゼルスオリンピックの女子円盤投競技は、4つの国から9人の選手が出場して1932年8月2日に実施された。競技は予選なしで行われ、オズボーンは第1投でそれまでのオリンピック記録を更新する40メートル12センチを投げたが、自己記録には及ばなかった。最終の投擲でオズボーンの記録を上回る40メートル58センチを出した前回1928年アムステルダムオリンピックの円盤投銀メダリストで同じくアメリカ代表のリリアン・コープランドが逆転し、オズボーンは銀メダルを獲得することになった。
その後、1933年のAAU主催競技会で優勝している。